# Jean-Luc Delpech
Jean-Luc Delpech (* 27. Oktober 1979 in Sarlat-la-Canéda) ist ein ehemaliger französischer Radrennfahrer.

## Karriere
Nachdem Delpech 2003 eine Etappe bei der Tour des Pyrénées gewonnen hatte, erhielt er 2005 einen Vertrag beim französischen Continental Team Bretagne-Jean Floc’h. Er gewann für dieses Team verschiedene Abschnitte kleinerer Etappenrennen, die Eintagesrennen Paris–Troyes und Boucles de l’Aulne sowie die Gesamtwertungen der Mi-Août Bretonne und der Ronde de l’Oise. Er verließ seine Mannschaft, die seit 2010 eine Lizenz als Professional Continental Team besaß, nach Ablauf der Saison 2013 und fuhr in den nächsten Jahren für französische Radsportvereine. 2014 wurde er Dritter der Kantabrien-Rundfahrt. Da er Ende 2013 scheinbar keinen neuen Profivertrag bekam, wechselte Delpech zurück zum Amateurverein Entente Sud Gascogne.  Ende 2015 beendete er auch diese sportliche Karriere und absolvierte eine Ausbildung zum Sportlehrer.

## Erfolge
2003
- eine Etappe Tour des Pyrénées

2006
- eine Etappe Tour du Faso

2007
- Tour du Tarn-et-Garonne

2008
- eine Etappe La Tropicale Amissa Bongo
- Paris–Troyes

2010
- Boucles de l’Aulne
- eine Etappe Boucles de la Mayenne
- Gesamtwertung Mi-Août Bretonne

2012
- Gesamtwertung und eine Etappe Ronde de l’Oise